# Schempp-Hirth Discus

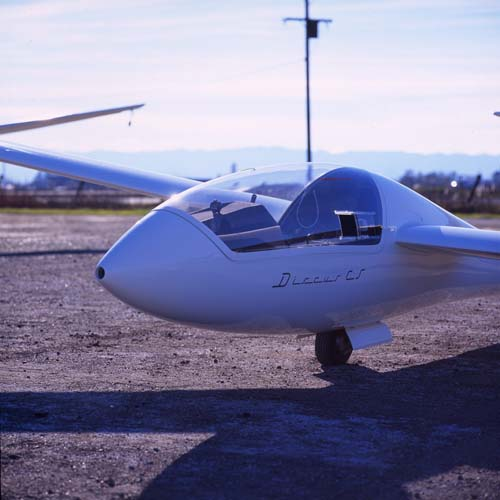
Il muso dello Schempp-Hirth Discus CS.

Lo Schempp-Hirth Discus è un aliante monoposto classe Standard, progettato da Klaus Holighaus, prodotto inizialmente dall'azienda tedesca Schempp-Hirth Flugzeugbau GmbH tra il 1984 e il 1995, per poi trasferire la produzione nella Repubblica Ceca.

## Storia

### Sviluppo
La generazione Discus è stata la prima a possedere tratti distintivi tali da surclassare gli esemplari precedenti, alzando decisamente lo standard delle prestazioni per gli alianti della sua classe.
Gli studi avevano dimostrato che l'ala ideale per minimizzare la resistenza avrebbe dovuto avere pianta ellittica. Il Discus fu tra i primi ad adottare il nuovo profilo; le Winglets (aletta d'estremità) invece vennero aggiunte solo in seguito e furono quindi disponibili solo verso la fine del ciclo produttivo, anche se molti le installarono anche su esemplari "pre-winglet". La fusoliera e la coda furono adattati dallo Schemmp-Hirth Ventus. Una versione con fusoliera stretta è denominato Discus-a, mentre la fusoliera più ampia si trova sulla versione b .
Il Discus ha dominato la classe standard degli anni '80 e vinse le edizioni 1985, 1987 e 1989 del Campionato Mondiale Volo a vela. Oltre 30 anni dopo la sua introduzione, rimane tra gli alianti più competitivi nella sua classe. Nel 1999 dominò negli Stati Uniti in classe Standard, classificandosi primo, terzo e sesto. Un altro modello "A" conquistò il secondo piazzamento nel 2002 nella US Nationals Standard Class.
Costruito in più di 850 esemplari, il Discus rimane in produzione ancora oggi, nonostante l'introduzione del suo successore, il Schempp-Hirth Discus-2. Circa 12 esemplari all'anno sono costruiti su licenza dalla Schempp-Hirth výroba letadel s.r.o. nella Repubblica Ceca come Discus modello CS. Alcuni modelli sono dotati di piccoli motori di sostentamento (turbos) e sono designati Discus T.

## Caratteristiche di volo
La migliore scorrevolezza del flusso offre un'efficienza pari a 42,5. Mentre è considerato un aliante ad alte prestazioni, le sue caratteristiche di volo ne fanno un mezzo alla portata del pilota inesperto. Docile ed istintivo, ha diruttori efficaci e una bassa velocità di atterraggio. Facile, rapido e sicuro da montare, con agganci automatici dei comandi ed un unico perno per le semiali, il Discus è un modello molto popolare anche nei club di volo a vela.

## Descrizione tecnica
La fusoliera è in vetroresina rinforzata attorno ad un telaio tubolare in acciaio. Le ali e l'impennaggio di coda a T sono anche composte in vetroresina con l'eccezione di alcuni componenti realizzati in fibra di carbonio. Vi è un serbatoio di acqua di zavorra da 6,5 L in fusoliera, mentre le ali contengono cisterne di zavorra da 184 L, per un carico alare massimo di ~ 50 kg/m².
Il carrello d'atterraggio è un classico monotraccia.

## Versioni
Discus a
Versione con fusoliera ed abitacolo particolarmente stretti. Fruibili solo da piloti di corporatura snella.
Discus b
Versione con fusoliera ed abitacolo di dimensioni ordinarie, adatta ad accogliere anche piloti alta statura e corporatura.
Discus bT
Versione identica alla b ma dotato di motore retrattile per solo sostentamento (no decollo autonomo)
Discus bM
Versione identica alla b ma dotato di motore retrattile che consente anche il decollo autonomo e non solo il sostentamento.
Discus CS
Versione identica alla versione b (fusoliera ed abitacolo largo) ma prodotta su licenza in Repubblica Ceca
Discus K
Rara versione concepita espressamente per l'acrobazia, con limiti di carico incrementati (+7g  -5g) ed apertura alare ridotta (13,7 m).
Questa versione ha evidenziato doti acrobatiche particolarmente deludenti. I pochi esemplari esistenti sono soprattutto utilizzati come normali alianti veleggiatori, sia pur con mediocri prestazioni rispetto alle versioni "a" e "b".